# 1747
Portal Geschichte | Portal Biografien | Aktuelle Ereignisse | Jahreskalender | Tagesartikel

◄ |
17. Jahrhundert |
18. Jahrhundert
| 19. Jahrhundert | ►

◄ |
1710er |
1720er |
1730er |
1740er
| 1750er | 1760er | 1770er | ►

◄◄ |
◄ |
1743 |
1744 |
1745 |
1746 |
1747
| 1748 | 1749 | 1750 | 1751 | ► | ►►
Staatsoberhäupter  · Nekrolog   · Musikjahr
| Januar | Januar | Januar | Januar | Januar | Januar | Januar | Januar |
| Kw     | Mo     | Di     | Mi     | Do     | Fr     | Sa     | So     |
| ------ | ------ | ------ | ------ | ------ | ------ | ------ | ------ |
| 52     |        |        |        |        |        |        | 1      |
| 1      | 2      | 3      | 4      | 5      | 6      | 7      | 8      |
| 2      | 9      | 10     | 11     | 12     | 13     | 14     | 15     |
| 3      | 16     | 17     | 18     | 19     | 20     | 21     | 22     |
| 4      | 23     | 24     | 25     | 26     | 27     | 28     | 29     |
| 5      | 30     | 31     |        |        |        |        |        |

| Februar | Februar | Februar | Februar | Februar | Februar | Februar | Februar |
| Kw      | Mo      | Di      | Mi      | Do      | Fr      | Sa      | So      |
| ------- | ------- | ------- | ------- | ------- | ------- | ------- | ------- |
| 5       |         |         | 1       | 2       | 3       | 4       | 5       |
| 6       | 6       | 7       | 8       | 9       | 10      | 11      | 12      |
| 7       | 13      | 14      | 15      | 16      | 17      | 18      | 19      |
| 8       | 20      | 21      | 22      | 23      | 24      | 25      | 26      |
| 9       | 27      | 28      |         |         |         |         |         |

| März | März | März | März | März | März | März | März |
| Kw   | Mo   | Di   | Mi   | Do   | Fr   | Sa   | So   |
| ---- | ---- | ---- | ---- | ---- | ---- | ---- | ---- |
| 9    |      |      | 1    | 2    | 3    | 4    | 5    |
| 10   | 6    | 7    | 8    | 9    | 10   | 11   | 12   |
| 11   | 13   | 14   | 15   | 16   | 17   | 18   | 19   |
| 12   | 20   | 21   | 22   | 23   | 24   | 25   | 26   |
| 13   | 27   | 28   | 29   | 30   | 31   |      |      |

| April | April | April | April | April | April | April | April |
| Kw    | Mo    | Di    | Mi    | Do    | Fr    | Sa    | So    |
| ----- | ----- | ----- | ----- | ----- | ----- | ----- | ----- |
| 13    |       |       |       |       |       | 1     | 2     |
| 14    | 3     | 4     | 5     | 6     | 7     | 8     | 9     |
| 15    | 10    | 11    | 12    | 13    | 14    | 15    | 16    |
| 16    | 17    | 18    | 19    | 20    | 21    | 22    | 23    |
| 17    | 24    | 25    | 26    | 27    | 28    | 29    | 30    |

| Mai | Mai | Mai | Mai | Mai | Mai | Mai | Mai |
| Kw  | Mo  | Di  | Mi  | Do  | Fr  | Sa  | So  |
| --- | --- | --- | --- | --- | --- | --- | --- |
| 18  | 1   | 2   | 3   | 4   | 5   | 6   | 7   |
| 19  | 8   | 9   | 10  | 11  | 12  | 13  | 14  |
| 20  | 15  | 16  | 17  | 18  | 19  | 20  | 21  |
| 21  | 22  | 23  | 24  | 25  | 26  | 27  | 28  |
| 22  | 29  | 30  | 31  |     |     |     |     |

| Juni | Juni | Juni | Juni | Juni | Juni | Juni | Juni |
| Kw   | Mo   | Di   | Mi   | Do   | Fr   | Sa   | So   |
| ---- | ---- | ---- | ---- | ---- | ---- | ---- | ---- |
| 22   |      |      |      | 1    | 2    | 3    | 4    |
| 23   | 5    | 6    | 7    | 8    | 9    | 10   | 11   |
| 24   | 12   | 13   | 14   | 15   | 16   | 17   | 18   |
| 25   | 19   | 20   | 21   | 22   | 23   | 24   | 25   |
| 26   | 26   | 27   | 28   | 29   | 30   |      |      |

| Juli | Juli | Juli | Juli | Juli | Juli | Juli | Juli |
| Kw   | Mo   | Di   | Mi   | Do   | Fr   | Sa   | So   |
| ---- | ---- | ---- | ---- | ---- | ---- | ---- | ---- |
| 26   |      |      |      |      |      | 1    | 2    |
| 27   | 3    | 4    | 5    | 6    | 7    | 8    | 9    |
| 28   | 10   | 11   | 12   | 13   | 14   | 15   | 16   |
| 29   | 17   | 18   | 19   | 20   | 21   | 22   | 23   |
| 30   | 24   | 25   | 26   | 27   | 28   | 29   | 30   |
| 31   | 31   |      |      |      |      |      |      |

| August | August | August | August | August | August | August | August |
| Kw     | Mo     | Di     | Mi     | Do     | Fr     | Sa     | So     |
| ------ | ------ | ------ | ------ | ------ | ------ | ------ | ------ |
| 31     |        | 1      | 2      | 3      | 4      | 5      | 6      |
| 32     | 7      | 8      | 9      | 10     | 11     | 12     | 13     |
| 33     | 14     | 15     | 16     | 17     | 18     | 19     | 20     |
| 34     | 21     | 22     | 23     | 24     | 25     | 26     | 27     |
| 35     | 28     | 29     | 30     | 31     |        |        |        |

| September | September | September | September | September | September | September | September |
| Kw        | Mo        | Di        | Mi        | Do        | Fr        | Sa        | So        |
| --------- | --------- | --------- | --------- | --------- | --------- | --------- | --------- |
| 35        |           |           |           |           | 1         | 2         | 3         |
| 36        | 4         | 5         | 6         | 7         | 8         | 9         | 10        |
| 37        | 11        | 12        | 13        | 14        | 15        | 16        | 17        |
| 38        | 18        | 19        | 20        | 21        | 22        | 23        | 24        |
| 39        | 25        | 26        | 27        | 28        | 29        | 30        |           |

| Oktober | Oktober | Oktober | Oktober | Oktober | Oktober | Oktober | Oktober |
| Kw      | Mo      | Di      | Mi      | Do      | Fr      | Sa      | So      |
| ------- | ------- | ------- | ------- | ------- | ------- | ------- | ------- |
| 39      |         |         |         |         |         |         | 1       |
| 40      | 2       | 3       | 4       | 5       | 6       | 7       | 8       |
| 41      | 9       | 10      | 11      | 12      | 13      | 14      | 15      |
| 42      | 16      | 17      | 18      | 19      | 20      | 21      | 22      |
| 43      | 23      | 24      | 25      | 26      | 27      | 28      | 29      |
| 44      | 30      | 31      |         |         |         |         |         |

| November | November | November | November | November | November | November | November |
| Kw       | Mo       | Di       | Mi       | Do       | Fr       | Sa       | So       |
| -------- | -------- | -------- | -------- | -------- | -------- | -------- | -------- |
| 44       |          |          | 1        | 2        | 3        | 4        | 5        |
| 45       | 6        | 7        | 8        | 9        | 10       | 11       | 12       |
| 46       | 13       | 14       | 15       | 16       | 17       | 18       | 19       |
| 47       | 20       | 21       | 22       | 23       | 24       | 25       | 26       |
| 48       | 27       | 28       | 29       | 30       |          |          |          |

| Dezember | Dezember | Dezember | Dezember | Dezember | Dezember | Dezember | Dezember |
| Kw       | Mo       | Di       | Mi       | Do       | Fr       | Sa       | So       |
| -------- | -------- | -------- | -------- | -------- | -------- | -------- | -------- |
| 48       |          |          |          |          | 1        | 2        | 3        |
| 49       | 4        | 5        | 6        | 7        | 8        | 9        | 10       |
| 50       | 11       | 12       | 13       | 14       | 15       | 16       | 17       |
| 51       | 18       | 19       | 20       | 21       | 22       | 23       | 24       |
| 52       | 25       | 26       | 27       | 28       | 29       | 30       | 31       |

| Januar | Januar | Januar | Januar | Januar | Januar | Januar | Januar |
| Kw     | Mo     | Di     | Mi     | Do     | Fr     | Sa     | So     |
| ------ | ------ | ------ | ------ | ------ | ------ | ------ | ------ |
| 52     |        |        |        |        |        |        | 1      |
| 1      | 2      | 3      | 4      | 5      | 6      | 7      | 8      |
| 2      | 9      | 10     | 11     | 12     | 13     | 14     | 15     |
| 3      | 16     | 17     | 18     | 19     | 20     | 21     | 22     |
| 4      | 23     | 24     | 25     | 26     | 27     | 28     | 29     |
| 5      | 30     | 31     |        |        |        |        |        |

| Februar | Februar | Februar | Februar | Februar | Februar | Februar | Februar |
| Kw      | Mo      | Di      | Mi      | Do      | Fr      | Sa      | So      |
| ------- | ------- | ------- | ------- | ------- | ------- | ------- | ------- |
| 5       |         |         | 1       | 2       | 3       | 4       | 5       |
| 6       | 6       | 7       | 8       | 9       | 10      | 11      | 12      |
| 7       | 13      | 14      | 15      | 16      | 17      | 18      | 19      |
| 8       | 20      | 21      | 22      | 23      | 24      | 25      | 26      |
| 9       | 27      | 28      |         |         |         |         |         |

| März | März | März | März | März | März | März | März |
| Kw   | Mo   | Di   | Mi   | Do   | Fr   | Sa   | So   |
| ---- | ---- | ---- | ---- | ---- | ---- | ---- | ---- |
| 9    |      |      | 1    | 2    | 3    | 4    | 5    |
| 10   | 6    | 7    | 8    | 9    | 10   | 11   | 12   |
| 11   | 13   | 14   | 15   | 16   | 17   | 18   | 19   |
| 12   | 20   | 21   | 22   | 23   | 24   | 25   | 26   |
| 13   | 27   | 28   | 29   | 30   | 31   |      |      |

| April | April | April | April | April | April | April | April |
| Kw    | Mo    | Di    | Mi    | Do    | Fr    | Sa    | So    |
| ----- | ----- | ----- | ----- | ----- | ----- | ----- | ----- |
| 13    |       |       |       |       |       | 1     | 2     |
| 14    | 3     | 4     | 5     | 6     | 7     | 8     | 9     |
| 15    | 10    | 11    | 12    | 13    | 14    | 15    | 16    |
| 16    | 17    | 18    | 19    | 20    | 21    | 22    | 23    |
| 17    | 24    | 25    | 26    | 27    | 28    | 29    | 30    |

| Mai | Mai | Mai | Mai | Mai | Mai | Mai | Mai |
| Kw  | Mo  | Di  | Mi  | Do  | Fr  | Sa  | So  |
| --- | --- | --- | --- | --- | --- | --- | --- |
| 18  | 1   | 2   | 3   | 4   | 5   | 6   | 7   |
| 19  | 8   | 9   | 10  | 11  | 12  | 13  | 14  |
| 20  | 15  | 16  | 17  | 18  | 19  | 20  | 21  |
| 21  | 22  | 23  | 24  | 25  | 26  | 27  | 28  |
| 22  | 29  | 30  | 31  |     |     |     |     |

| Juni | Juni | Juni | Juni | Juni | Juni | Juni | Juni |
| Kw   | Mo   | Di   | Mi   | Do   | Fr   | Sa   | So   |
| ---- | ---- | ---- | ---- | ---- | ---- | ---- | ---- |
| 22   |      |      |      | 1    | 2    | 3    | 4    |
| 23   | 5    | 6    | 7    | 8    | 9    | 10   | 11   |
| 24   | 12   | 13   | 14   | 15   | 16   | 17   | 18   |
| 25   | 19   | 20   | 21   | 22   | 23   | 24   | 25   |
| 26   | 26   | 27   | 28   | 29   | 30   |      |      |

| Juli | Juli | Juli | Juli | Juli | Juli | Juli | Juli |
| Kw   | Mo   | Di   | Mi   | Do   | Fr   | Sa   | So   |
| ---- | ---- | ---- | ---- | ---- | ---- | ---- | ---- |
| 26   |      |      |      |      |      | 1    | 2    |
| 27   | 3    | 4    | 5    | 6    | 7    | 8    | 9    |
| 28   | 10   | 11   | 12   | 13   | 14   | 15   | 16   |
| 29   | 17   | 18   | 19   | 20   | 21   | 22   | 23   |
| 30   | 24   | 25   | 26   | 27   | 28   | 29   | 30   |
| 31   | 31   |      |      |      |      |      |      |

| August | August | August | August | August | August | August | August |
| Kw     | Mo     | Di     | Mi     | Do     | Fr     | Sa     | So     |
| ------ | ------ | ------ | ------ | ------ | ------ | ------ | ------ |
| 31     |        | 1      | 2      | 3      | 4      | 5      | 6      |
| 32     | 7      | 8      | 9      | 10     | 11     | 12     | 13     |
| 33     | 14     | 15     | 16     | 17     | 18     | 19     | 20     |
| 34     | 21     | 22     | 23     | 24     | 25     | 26     | 27     |
| 35     | 28     | 29     | 30     | 31     |        |        |        |

| September | September | September | September | September | September | September | September |
| Kw        | Mo        | Di        | Mi        | Do        | Fr        | Sa        | So        |
| --------- | --------- | --------- | --------- | --------- | --------- | --------- | --------- |
| 35        |           |           |           |           | 1         | 2         | 3         |
| 36        | 4         | 5         | 6         | 7         | 8         | 9         | 10        |
| 37        | 11        | 12        | 13        | 14        | 15        | 16        | 17        |
| 38        | 18        | 19        | 20        | 21        | 22        | 23        | 24        |
| 39        | 25        | 26        | 27        | 28        | 29        | 30        |           |

| Oktober | Oktober | Oktober | Oktober | Oktober | Oktober | Oktober | Oktober |
| Kw      | Mo      | Di      | Mi      | Do      | Fr      | Sa      | So      |
| ------- | ------- | ------- | ------- | ------- | ------- | ------- | ------- |
| 39      |         |         |         |         |         |         | 1       |
| 40      | 2       | 3       | 4       | 5       | 6       | 7       | 8       |
| 41      | 9       | 10      | 11      | 12      | 13      | 14      | 15      |
| 42      | 16      | 17      | 18      | 19      | 20      | 21      | 22      |
| 43      | 23      | 24      | 25      | 26      | 27      | 28      | 29      |
| 44      | 30      | 31      |         |         |         |         |         |

| November | November | November | November | November | November | November | November |
| Kw       | Mo       | Di       | Mi       | Do       | Fr       | Sa       | So       |
| -------- | -------- | -------- | -------- | -------- | -------- | -------- | -------- |
| 44       |          |          | 1        | 2        | 3        | 4        | 5        |
| 45       | 6        | 7        | 8        | 9        | 10       | 11       | 12       |
| 46       | 13       | 14       | 15       | 16       | 17       | 18       | 19       |
| 47       | 20       | 21       | 22       | 23       | 24       | 25       | 26       |
| 48       | 27       | 28       | 29       | 30       |          |          |          |

| Dezember | Dezember | Dezember | Dezember | Dezember | Dezember | Dezember | Dezember |
| Kw       | Mo       | Di       | Mi       | Do       | Fr       | Sa       | So       |
| -------- | -------- | -------- | -------- | -------- | -------- | -------- | -------- |
| 48       |          |          |          |          | 1        | 2        | 3        |
| 49       | 4        | 5        | 6        | 7        | 8        | 9        | 10       |
| 50       | 11       | 12       | 13       | 14       | 15       | 16       | 17       |
| 51       | 18       | 19       | 20       | 21       | 22       | 23       | 24       |
| 52       | 25       | 26       | 27       | 28       | 29       | 30       | 31       |

## Ereignisse

### Politik und Weltgeschehen

#### Österreichischer Erbfolgekrieg
- Januar: Wegen Proviantmangels müssen die verbündeten Österreicher und Sarden die Belagerung von Antibes abbrechen und sich aus der im Vorjahr eroberten Provence wieder zurückziehen. Stattdessen beginnen sie mit der Belagerung Genuas. Eine französische Armee unter Charles Louis Auguste Fouquet de Belle-Isle rückt zum Entsatz der Stadt heran, woraufhin sich die Österreicher in die Lombardei zurückziehen.

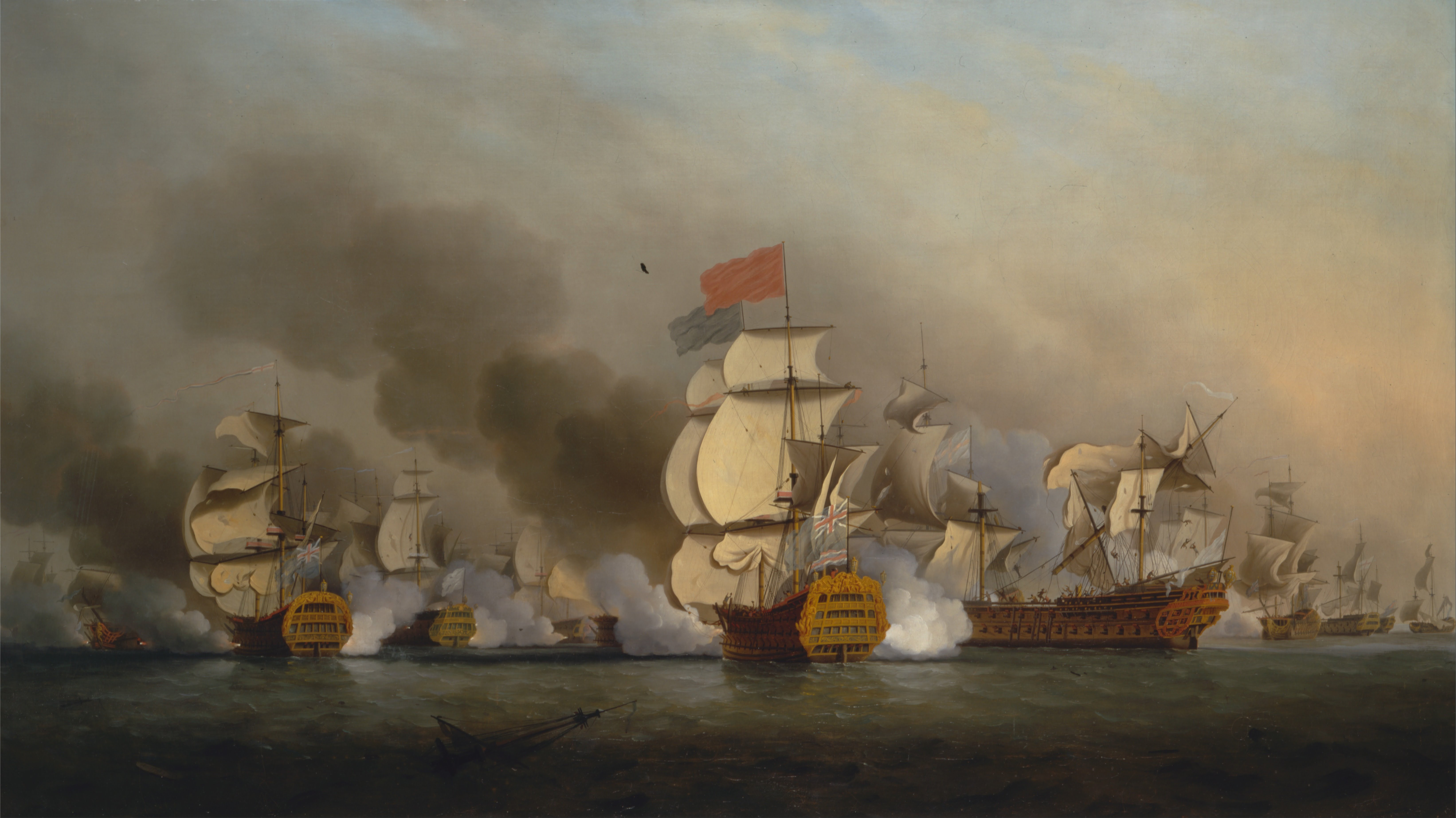
Samuel Scott: Schlacht am Kap Finisterre, um 1750

- 14. Mai: Eine überlegene britische Flotte unter George Anson besiegt in der Ersten Seeschlacht am Kap Finisterre ein dem Schutz eines Konvois nach Kanada dienendes französisches Geschwader unter Jacques-Pierre de Taffanel de La Jonquière und nimmt sämtliche Kriegsschiffe und einige Handelsschiffe als Prisen.
- 2. Juli: Nach der Eroberung der Österreichischen Niederlande rückt die französische Armee unter dem Befehl von Moritz von Sachsen gegen die Niederlande vor: In der Schlacht bei Lauffeldt in der Nähe von Maastricht besiegen die Franzosen die von William Augustus, Duke of Cumberland, befehligten verbündeten Österreicher, Briten und Niederländer, erleiden aber mehr als doppelt so hohe Verluste. Nach dreimonatiger Belagerung fallen danach auch Bergen op Zoom und Holländisch-Flandern in die Hände der Franzosen.

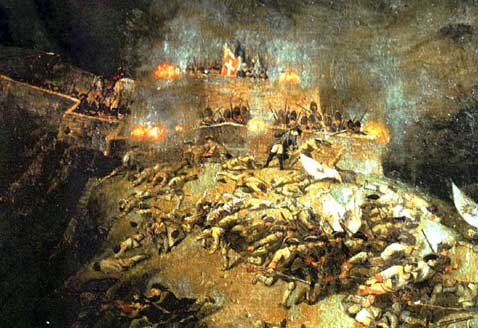
Schlacht auf dem Assietta

- 19. Juli: In der Schlacht auf dem Assietta bei Turin geben französische Truppen unter General Belle-Isle ihren Angriff auf eine von verbündeten Einheiten aus Sardinien und Österreich unter Giovanni Battista Cacherano di Bricherasio gehaltene Bergstellung nach fünf Stunden und starken Verlusten auf.

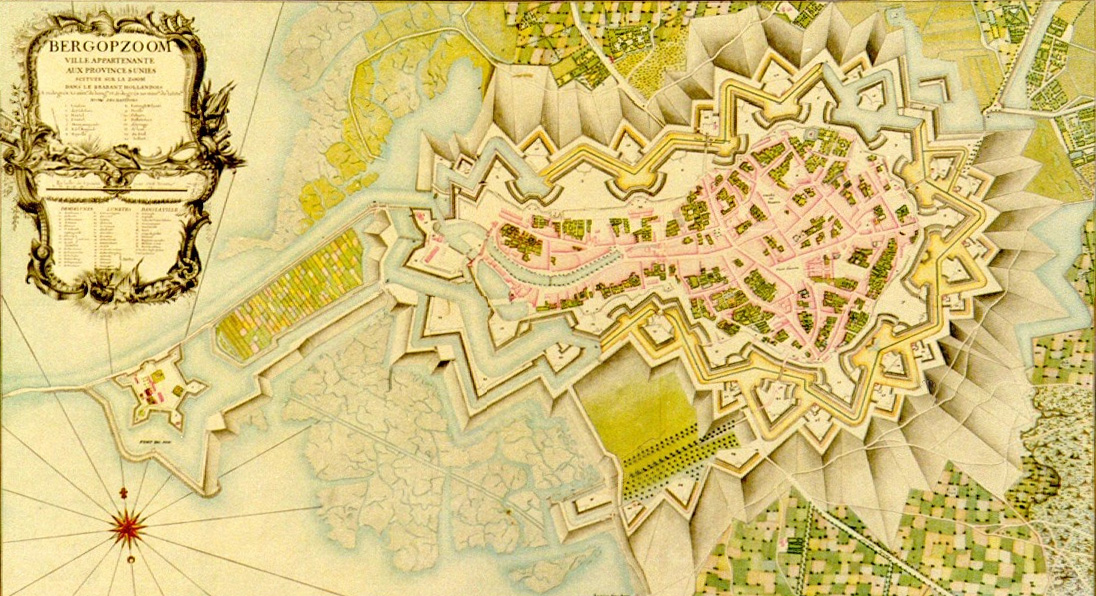
Bergen op Zoom 1747

- 18. September: Die am 1. Juli begonnene Belagerung von Bergen op Zoom endet nach einem die niederländischen Verteidiger völlig überrumpelnden Generalangriff mit der Eroberung der niederländischen Festung durch französische Truppen unter Ulrich von Löwendal. Die anschließende, brutale Plünderung der Stadt wird in ganz Europa verurteilt. Die Belagerung hat die Angreifer etwa 20.000 Tote, Verwundete und an Krankheit Gestorbene, die Verteidiger etwa 8.000 Tote, Verwundete und an Krankheit Gestorbene gekostet.

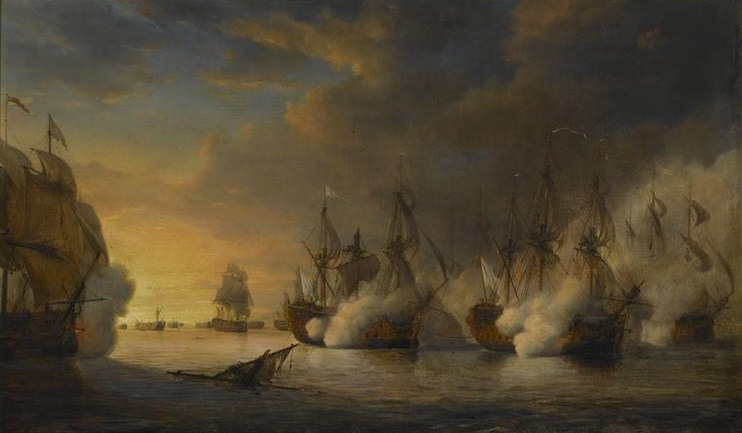
Pierre Julien Gilbert: Schlacht am Kap Finisterre, 1836

- 25. Oktober: Auch in der Zweiten Seeschlacht am Kap Finisterre siegen die Briten über ein französisches Geleitkonvoi. Unter Admiral Edward Hawke bringen die Briten sechs Schiffe auf. Nur das Flaggschiff der Franzosen und ein weiteres Schiff können entkommen.
- 30. Oktober: Die österreichische Erzherzogin Maria Theresia schließt mit Russland einen Vertrag, der vorsieht, dass im folgenden Jahr 37.000 russische Soldaten an den Rhein vorrücken sollen.

#### Weitere Ereignisse im Reich
- 16. März: Nach dem Tod seines Vaters Christian August wird Friedrich August im Alter von 14 Jahren Fürst von Anhalt-Zerbst.

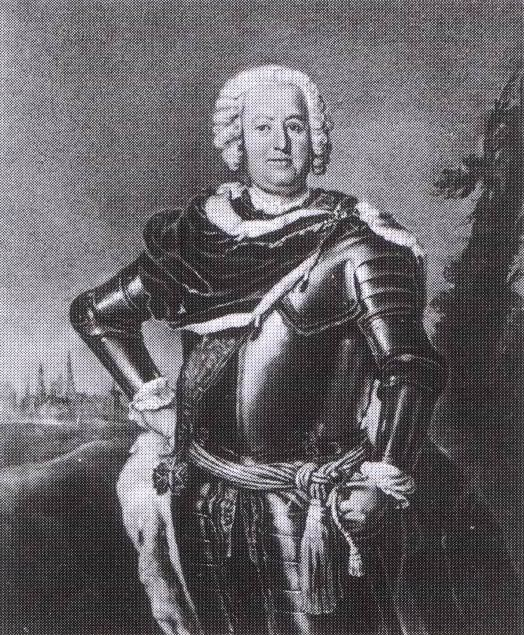
Leopold II. von Anhalt-Dessau

- 7. April: Nach dem Tod von Leopold I. wird sein Sohn Leopold II. Maximilian Fürst von Anhalt-Dessau. Die vorgefundene hohe Staatsverschuldung versucht er durch Einschränkungen in der Hofhaltung abzumildern.
- Der Wasunger Krieg, eine kriegerische Auseinandersetzung zwischen den beiden Ernestinischen Herzogtümern Sachsen-Gotha-Altenburg und Sachsen-Meiningen beginnt. Anlass des Krieges ist ein Streit zwischen zwei Hofdamen am Meininger Hof, wer den Vortritt bei Hof habe. Herzog Anton Ulrich greift in den Streit ein, indem er eine der Damen und ihre Familie mit harten Willkürmaßnahmen drangsaliert. Diese ruft daraufhin das Reichskammergericht an: Das gegen den Herzog gerichtete Urteil erkennt dieser jedoch nicht an. Dies wiederum verschafft Friedrich III. von Sachsen-Gotha-Altenburg einen Vorwand, mit seinen Truppen in Sachsen-Meiningen einzumarschieren und die Stadt Wasungen zu besetzen, um der Entscheidung des Reichskammergerichts Nachdruck zu verschaffen. Es kommt im Laufe des Krieges zu keinen nennenswerten Kampfhandlungen.
- Truppen aus Hessen-Darmstadt marschieren in Hessen-Homburg ein. Landgraf Ludwig VIII. von Hessen-Darmstadt macht seinem Vetter Friedrich IV. die Regierungsgewalt streitig, nachdem dieser Ulrike Luise zu Solms-Braunfels geehelicht hat und damit ein möglicher Thronfolger in Aussicht steht.

#### Großbritannien
- 1. August: Der in Reaktion auf den Aufstand der Jakobiten als Teil des Act of Proscription erlassene Dress Act verbietet den Schotten das Tragen von Kilt und Plaid sowie die Verwendung von Tartans. Das Inkrafttreten wird jedoch zunächst für ein Jahr auf den 1. August 1748 verschoben.

#### Der Zerfall des Persischen Reichs

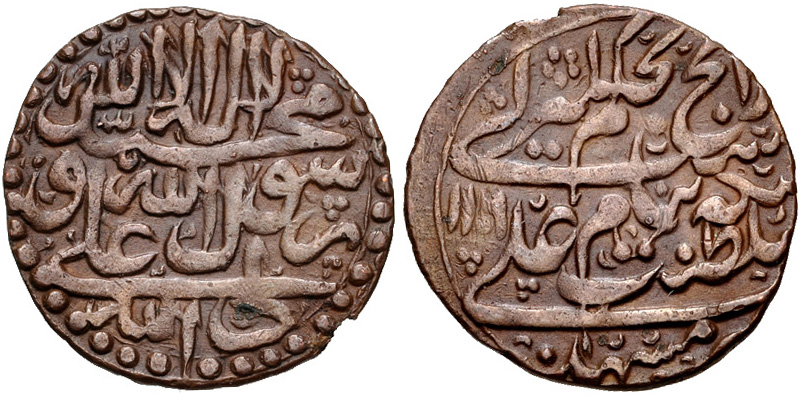
Unter Adil Schah geprägte Münzen

- 20. Juni: Der persische Herrscher Nadir Schah wird auf einem Feldzug von seinen eigenen Generälen ermordet. Ihm folgt sein Neffe Adil Schah auf den Pfauenthron. Er ermordet Reza Gholi Mirza und Emam Gholi Mirza, die Kinder Nadir Schahs und Thronanwärter, wie auch die anderen Nachkommen, verschont aber Nadirs Enkel Schah Ruch, der zu der Zeit erst 14 Jahre alt ist.
- Nach dem Tod von Nadir Schah kann Ahmad Schah Durrani den Osten des zerfallenden Perserreichs um die Stadt Kabul unter seine Kontrolle bringen und gründet mit dem Durrani-Reich den ersten selbständigen Staat der Afghanen. Im gleichen Jahr fällt er im Punjab ein.
- Aus dem zerfallenden Reich entstehen außerdem das Khanat Ardabil, das Khanat Gandscha, das Khanat Nachitschewan und das Khanat Scheki, bisher Vasallenstaaten Persiens, als unabhängige Kleinreiche.

#### Tibet

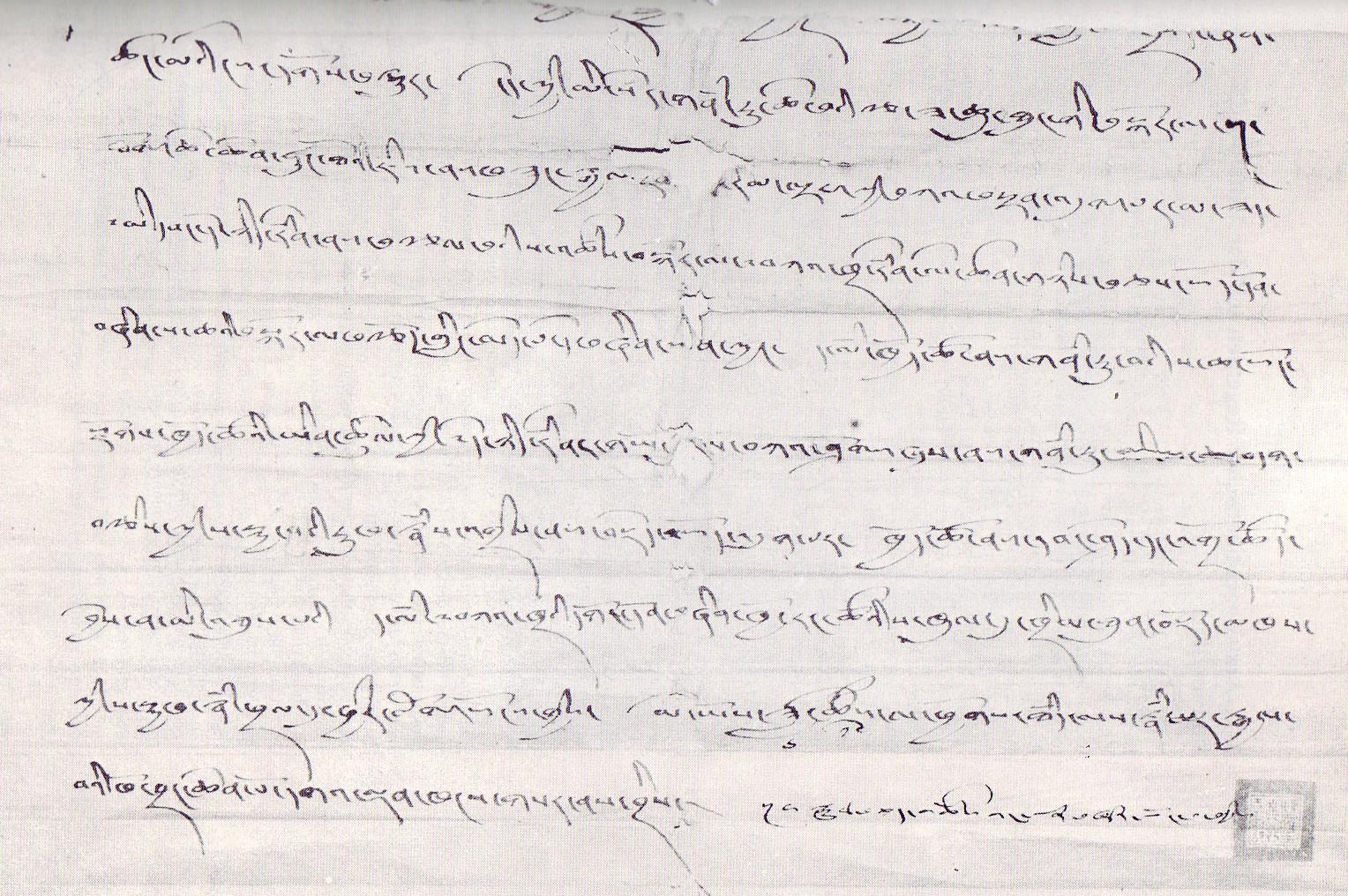
Herrscherurkunde des Gyurme Namgyel

- 12. März: Gyurme Namgyel wird als Nachfolger seines verstorbenen Vaters Miwang Pholhane Sönam Tobgye Herrscher von Tibet.

### Wirtschaft

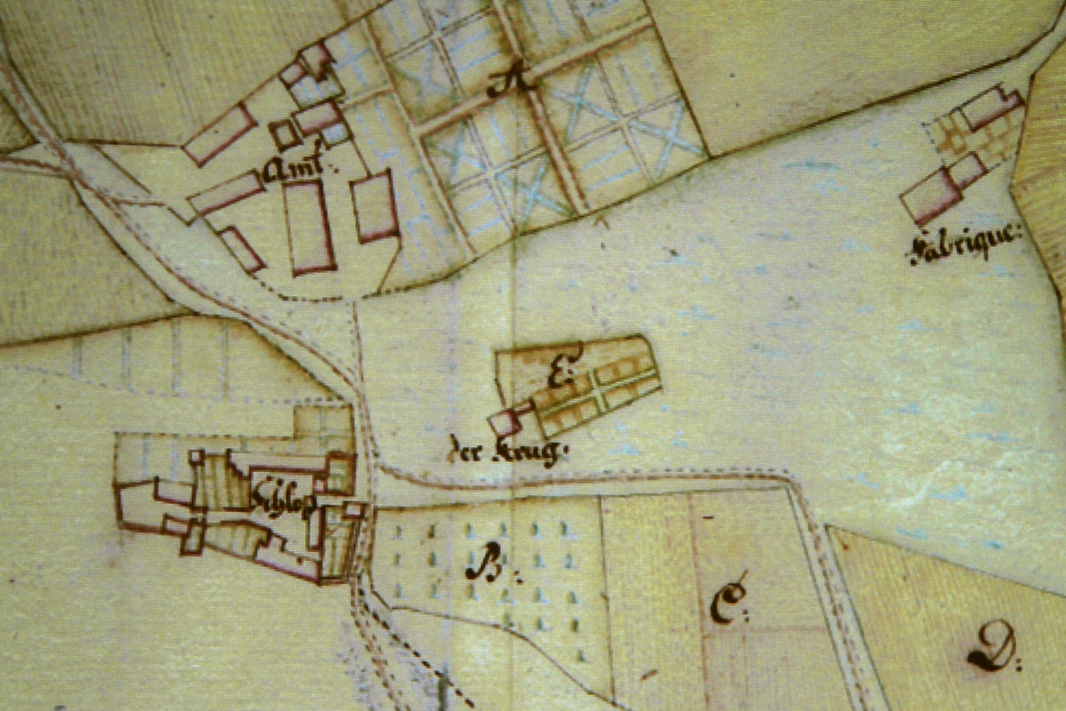
Lageplan von Fürstenberg Mitte des 18. Jahrhunderts: links Schloss Fürstenberg, rechts Altes Brennhaus und Alte Mühle

- 11. Januar: Hofjägermeister Johann Georg von Langen gründet im Auftrag von Herzog Karl I. von Braunschweig-Wolfenbüttel die Porzellanmanufaktur Fürstenberg. Wenig später entsteht rund 500 Meter entfernt vom Schloss Fürstenberg das Alte Brennhaus als eines der ersten Betriebsgebäude der Manufaktur. Auf einem Nachbargrundstück besteht bereits die ab 1744 als Windmühle erbaute Alte Mühle, die zu einem Laboratorium der Porzellanmanufaktur umfunktioniert wird.
- Die spätere Porzellanmanufaktur Nymphenburg wird gegründet.
- Die Landschaftliche Buchdruckerei in Hannover beginnt mit dem Druck des Hannoverischen Kirchen-Gesang-Buches, des Genesius'schen Katechismus und eines Kalenders.
- Abraham Dürninger übernimmt den Gemeinladen der Herrnhuter Brüdergemeine.

### Wissenschaft und Technik
- 14. Februar: In Paris entsteht die weltweit erste Ingenieurschule, die École nationale des ponts et chaussées.
- Andreas Sigismund Marggraf entdeckt in der Runkelrübe einen besonders hohen Gehalt an Zucker.
- Mit der Real Universidad de San Felipe wird die erste Universität Chiles mit umfassendem Fächerkanon gegründet.
- Bernhard Siegfried Albinus veröffentlicht sein Hauptwerk Tabulae sceleti et musculorum corporis humani, das wichtigste Werk des 18. Jahrhunderts zur menschlichen Anatomie.

### Kultur

#### Architektur

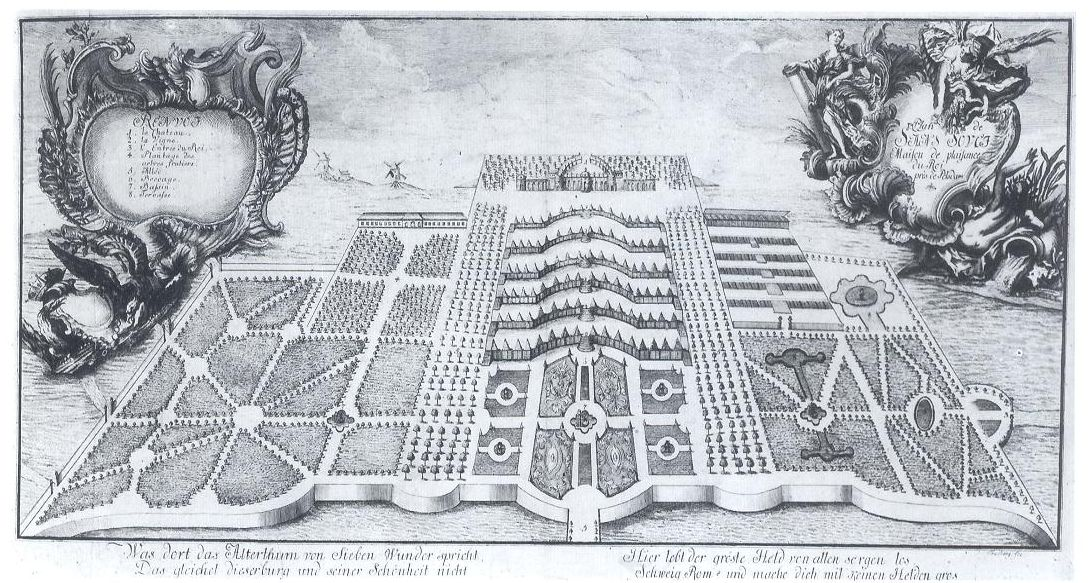
Plan de Sans Souci, um 1746, vermutlich die früheste Ansicht von Sanssouci

Das von König Friedrich II. von Preußen in Auftrag gegebene und von Georg Wenzeslaus von Knobelsdorff errichtete Schloss Sanssouci in Potsdam wird nach zweijähriger Bauzeit fertiggestellt. Die Einweihung des Weinbergschlosses erfolgt am 1. Mai, obwohl noch nicht alle Räume beziehbar sind.

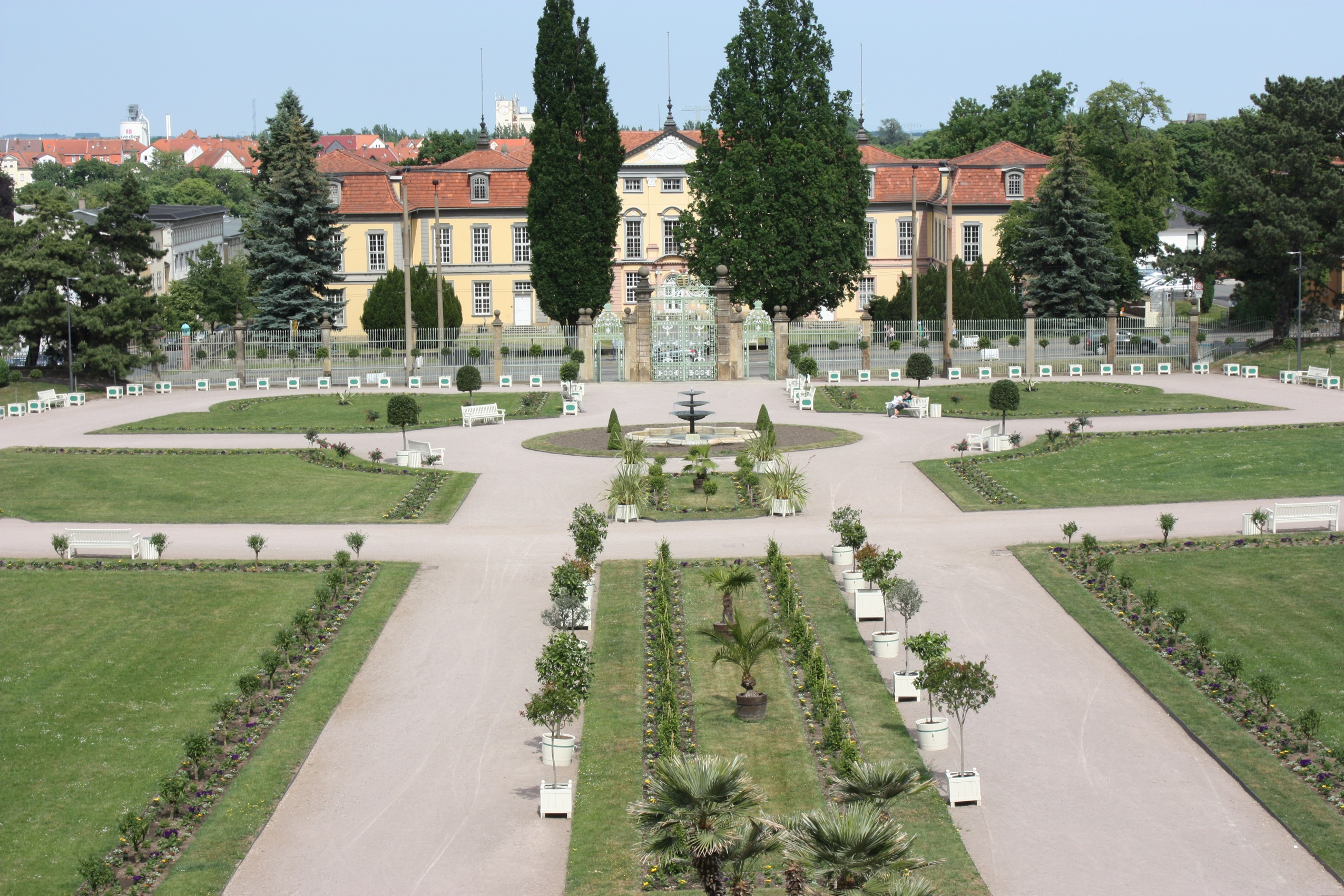
Die Orangerie Gotha und Schloss Friedrichsthal

Fürst Friedrich III. von Sachsen-Gotha-Altenburg beauftragt den Weimarer Architekten Gottfried Heinrich Krohne damit, den Ordonanzgarten im Schlosspark des Schlosses Friedenstein in Gotha in eine Orangerie nach französischem Vorbild mit dem Ziel der Sammlung, Aufzucht und Präsentation exotischer Pflanzen umzugestalten. Krohne entwirft eine einheitliche, symmetrische Gesamtanlage in Teatroform mit zwei großen Kalthäusern und jeweils benachbarten Treibhäusern auf der Nord- und Südseite.

#### Musik und Theater
- 28. Januar: Am Teatro Apollo in Rom erfolgt die Uraufführung der Oper Die verlassene Dido (Dido abbandonata) von Niccolò Jommelli.
- 1. April: Das Oratorium Judas Maccabaeus von Georg Friedrich Händel hat seine Uraufführung am Theatre Royal in Covent Garden. Das Libretto stammt von Thomas Morell.
- 7. Mai bis 7. Juli: Johann Sebastian Bach komponiert das Musikalische Opfer.

### Gesellschaft
- Frühjahr: Douwe Mout van der Meer unternimmt mit dem Nashorn Clara eine weitere Schautour durch Europa. Am 19. April wird es August III., Kurfürst von Sachsen und König von Polen und der königlich-kurfürstlichen Familie vorgeführt.
- 21. November: Hof- und Cammer-Komponist Leopold Mozart heiratet im Salzburger Dom Anna Maria Pertl.

### Religion

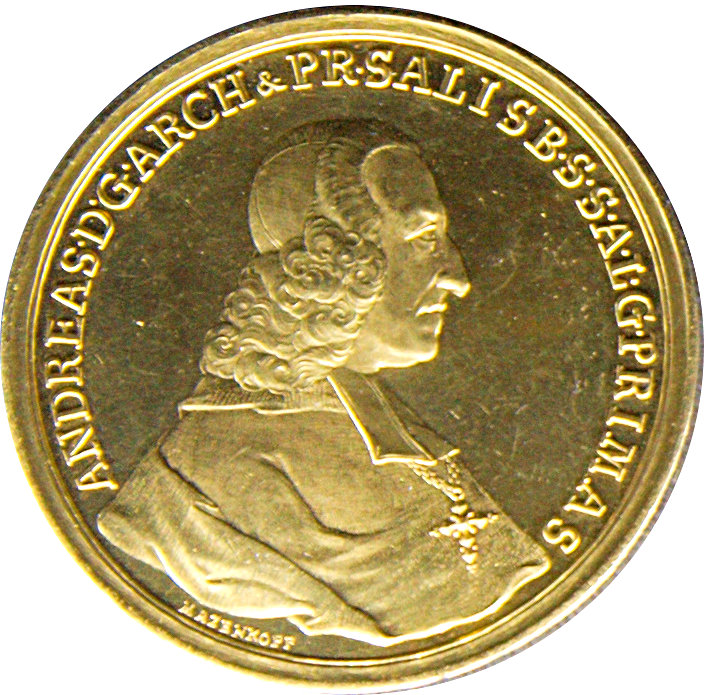
50-facher Dukat anlässlich der Wahl zum Erzbischof

- 10. September: Andreas Jakob von Dietrichstein wird zum Fürsterzbischof von Salzburg gewählt. Er folgt dem am 12. Juni verstorbenen Jakob Ernst von Liechtenstein-Kastelkorn.
- Der Bau der Kathedrale León in Nicaragua beginnt.

## Historische Karten und Ansichten

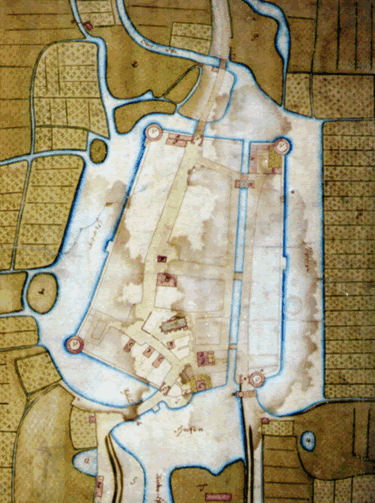
Grundriss der Stadt Buxtehude von Nicolaus Rohlfs

## Geboren

### Januar bis Juni
- 04. Januar: Johann Kaspar Coqui, Magdeburger Fabrikant und Kommunalpolitiker († 1824)
- 10. Januar: Abraham Louis Breguet, Schweizer Uhrmacher und Mechaniker († 1823)
- 11. Januar: Franz Georg von Keeß, österreichischer Jurist († 1799)
- 11. Januar: François Alexandre Frédéric, duc de La Rochefoucauld-Liancourt, französischer Herzog, Politiker, Sozialreformer und Unternehmer († 1827)
- 17. Januar: Marcus Herz, deutscher Arzt und Philosoph der Aufklärung († 1803)
- 18. Januar: Michele Di Pietro, italienischer Kardinal († 1821)
- 19. Januar: Johann Elert Bode, deutscher Astronom († 1826)
- 21. Januar: Sophie von Coudenhoven, deutsche Adlige und Vertraute des Mainzer Kurfürsten Friedrich Karl Joseph von Erthal († 1825)
- 06. Februar: Friedrich Albrecht Ernst von Aweyden, preußischer Justizdirektor und Gutsbesitzer († 1827)
- 10. Februar: Yasuaki Aida, japanischer Mathematiker († 1817)
- 10. Februar: André Thouin, französischer Botaniker († 1824)
- 16. Februar: Heinrich XIII., Fürst Reuß zu Greiz († 1817)
- 08. März: Johann Peter Melchior, preußischer Bildhauer und Porzellandesigner († 1825)
- 25. März: Nivard Schlimbach, deutscher Zisterzienser-Abt († 1812)
- 27. März: Johann Bernhard Crespel, deutscher Jurist und Jugendfreund von Johann Wolfgang von Goethe († 1813)
- 31. März: Johann Abraham Peter Schulz, deutscher Musiker und Komponist († 1800)

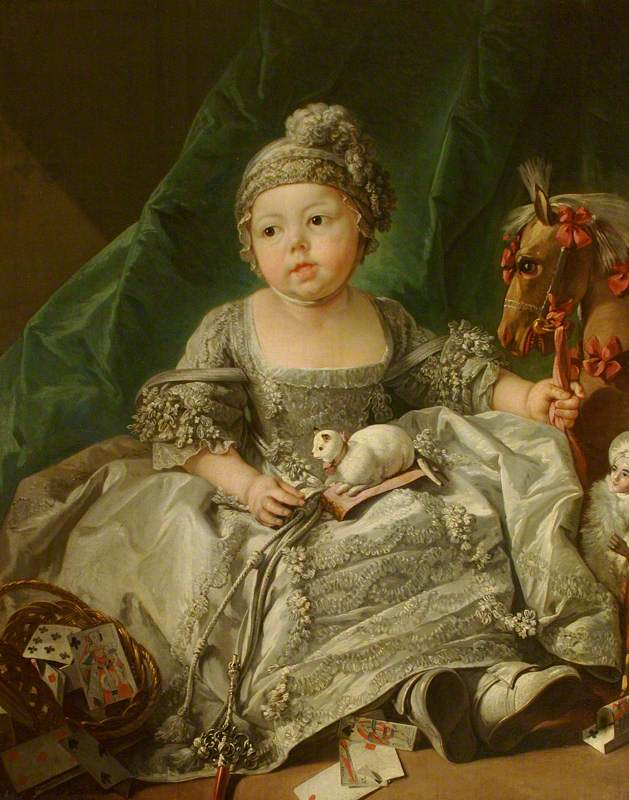
Louis Philippe Joseph als Kind, um 1750

- 13. April: Louis Philippe II. de Bourbon, Herzog von Orléans, genannt Philippe Égalité, Mitglied der französischen Königsfamilie († 1793)
- 13. April: Armand-Louis de Gontaut, Herzog von Biron, bis 1788 Herzog von Lauzun, französischer General († 1793)
- 04. Mai: Philippe-Jean Pelletan, französischer Chirurg († 1829)
- 05. Mai: Aloys Basselet von La Rosée, bayerischer Beamter und Richter, Mitglied des Illuminatenordens († 1826)

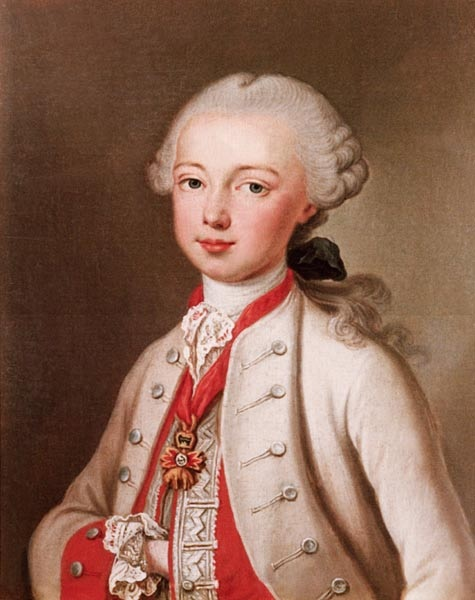
Erzherzog Leopold als Kind

- 05. Mai: Leopold II., Kaiser des Heiligen Römischen Reiches Deutscher Nation, Erzherzog von Österreich und König von Böhmen, Kroatien und Ungarn, Großherzog der Toskana († 1792)
- 09. Mai: Ferdinand Anton Christian von Ahlefeldt, dänischer Diplomat († 1815)
- 11. Mai: Carl May, deutscher Konditor und Korkschnitzer († 1822)
- 18. Mai: Johann Christoph Friedrich Schulz, deutscher evangelischer Theologe († 1806)
- 27. Mai: René Levasseur, französischer Arzt, Revolutionär und Politiker († 1834)
- 29. Mai: Louis Thomas Villaret de Joyeuse, französischer Admiral und Politiker († 1812)
- 05. Juni: Johann Heinrich Wilhelm von den Berken, deutscher Jurist († 1823)
- 12. Juni: Genki, japanischer Maler († 1797)
- 14. Juni: Viktor Franz Anton Glutz-Rüchti, Schweizer katholischer Geistlicher († 1824)
- 15. Juni: Detlev von Ahlefeldt, dänischer Kammerherr und Landrat († 1796)
- 17. Juni: Pierre-Antoine Antonelle, französischer Politiker, Journalist und Revolutionär († 1817)
- 23. Juni: Johann Christian Wagner, deutscher Jurist († 1825)
- 26. Juni: Leopold Koželuh, böhmischer Komponist und Musikpädagoge († 1818)

### Juli bis Dezember
- 02. Juli: Rose Bertin, französische Schneiderin, Hutmacherin und Modistin († 1813)
- 06. Juli: John Paul Jones, schottischer Pirat, Seeheld, Marinepionier und Freiheitskämpfer im Amerikanischen Unabhängigkeitskrieg († 1792)
- 09. Juli: Johann George Albrecht Bacmeister, deutscher Regierungsrat († 1795)
- 10. Juli: Wilhelmine Karoline von Dänemark, Kurfürstin von Hessen († 1820)
- 15. Juli: Teresa Margareta Redi, italienische Karmelitin und katholische Heilige († 1770)
- 18. Juli: Johann Absolon, böhmischer Musiker († 1810)
- 22. Juli: Ernst Ludwig Heim, deutscher Arzt († 1834)
- 22. Juli: Maria Katharina Prestel, deutsche Malerin, Kupferstecherin und Radiererin († 1794)
- 25. Juli: José da Costa e Silva, portugiesischer Architekt († 1819)
- 04. August: Henrich Becker, ostfriesischer Kunstmaler († 1819)
- 06. August: Johann Friedrich Alexander Thiele, sächsischer Maler und Radierer († 1803)
- 11. August: Friedrich Ludwig von Schack, preußischer Generalmajor († 1829)
- 14. August: August von Sachsen-Gotha-Altenburg, deutscher Adeliger, Mäzen und Schöngeist († 1806)
- 21. August: Franz de Paula von Schrank, deutscher Jesuit, Botaniker und Insektenforscher († 1835)
- 22. August: Andreas Stütz, österreichischer Geologe und Mineraloge († 1806)
- 01. September: Heinrich Adolph Grimm, deutscher evangelischer Theologe und Orientalist († 1813)
- 06. September: Louis-Alexandre de Bourbon, prince de Lamballe, französischer Fürst († 1768)
- 11. September: Friedrich von Hessen-Kassel, Landgraf von Hessen-Rumpenheim († 1837)
- 17. September: Werner Friedrich Abraham von Arnim, preußischer Beamter († 1794)
- 29. September: Józef Wybicki, kaschubisch-polnischer Politiker und Schriftsteller († 1822)
- 30. September: Friedrich Justin Bertuch, deutscher Verleger und Mäzen († 1822)
- 06. Oktober: Jean François Reubell, französischer Politiker und Mitglied des Direktoriums († 1807)
- 19. Oktober: Johann Wilhelm Wendt, deutscher Baumeister, Maler und Silhouettenschneider († 1815)
- 20. Oktober: Robert Burton, US-amerikanischer Politiker († 1825)
- 31. Oktober: Johann Karl Wezel, deutscher Dichter, Schriftsteller und Pädagoge († 1819)
- 17. November: Carsten Anker, norwegischer Kaufmann und Politiker († 1824)
- 17. November: Franz Samuel Karpe, Philosoph und Hochschullehrer († 1806)
- 28. November: Franz Andreas Holly, böhmischer Komponist († 1783)
- 16. Dezember: Johann Friedrich VII. von Alvensleben, preußischer Landrat und Gutsbesitzer († 1829)
- 18. Dezember: Barthélemy Louis Joseph Schérer, französischer General und Kriegsminister von Frankreich († 1804)
- 02. Dezember: Giuseppe Quaglio, italienischer Maler, Bühnenbildner und Theaterarchitekt († 1828)
- 18. Dezember: Johann Christoph Schröther der Ältere, deutscher Orgelbauer († 1822)
- 22. Dezember: Carl Otto von Arnim, preußischer Landrat († 1798)
- 27. Dezember: Richard Luke Concanen, römisch-katholischer Bischof von New York († 1810)
- 31. Dezember: Gottfried August Bürger, deutscher Dichter († 1794)

### Genaues Geburtsdatum unbekannt
- Ahmad ibn 'Adschiba, Poet, Gelehrter und Wali aus Marokko, Sufi aus der Darqawiyya-Tariqa, einem Zweig der Schadhiliyya († 1809)
- Ignacio de la Carrera, chilenischer Aristokrat und Politiker († 1819)
- Iwan Chandoschkin, russischer Komponist († 1804)
- Tomás de Figueroa, spanischer Offizier und Putschist in Chile († 1811)
- Elisabetha Gaßner (Schwarze Lies), deutsche Diebin und Prostituierte († 1788)
- Namiki Gohei I., japanischer Kabukischauspieler und -autor († 1808)
- José de Rezabal y Ugarte, spanischer Richter und Kolonialverwalter, Gouverneur im Generalkapitanat Chile († 1800)
- Shiba Kōkan, japanischer Maler († 1818)
- Raynor Taylor, englischer Komponist, Organist und Musikpädagoge († 1825)
- Augustin Zippe, böhmischer Rektor und Dekan des General-Seminars in Prag († 1816)

## Gestorben

### Januar bis April
- 02. Januar: Jean-Féry Rebel, französische Violinist und Komponist (* 1666)
- 03. Januar: Johann Christoph Zeumer, Hofrat im Dienste des Kurfürsten von Sachsen (* 1685)
- 16. Januar: Barthold Heinrich Brockes, deutscher Schriftsteller und Dichter (* 1680)
- 18. Januar: Antonio de Literes, spanischer Komponist und Cellist (* 1673)
- 25. Januar: Juan Antonio de Vizarrón y Eguiarreta, spanischer Bischof und Kolonialverwalter, Vizekönig von Neuspanien (* 1682)
- 27. Januar: Gottlieb Siegmund Corvinus, deutscher Dichter, Herausgeber und Jurist (* 1677)
- 22. Februar: Peter Conrad Monath, deutscher Verleger (* um 1683)
- 23. Februar: Johann Heinrich von Heucher, deutscher Arzt und Naturwissenschaftler (* 1677)
- 23. Februar: Johann Adolph Wedel, deutscher Mediziner (* 1675)
- 27. Februar: Johann Jacob von Wasmer, königlich-dänischer Vizekanzler (* 1671)
- 12. März: Samuel Crell, deutscher unitarischer Prediger, Theologe und Schriftsteller (* 1660)
- 12. März: Miwang Pholhane Sönam Tobgye, tibetischer Feldherr und Politiker, Herrscher von Tibet (* 1689)
- 14. März: Matthias Johann von der Schulenburg, preußischer Reichsgraf, Erbherr auf Emden und Feldmarschall im Dienste der Republik Venedig (* 1661)
- 16. März: Christian August, Fürst von Anhalt-Zerbst, preußischer Generalfeldmarschall und Vater Katharinas der Großen (* 1690)
- 19. März: Katharina Opalińska, Königin von Polen und Großfürstin von Litauen sowie Herzogin von Lothringen und Bar (* 1680)
- 21. März: Gabriel de Gabrieli, Schweizer fürstbischöflich Eichstättischer Hofbaudirektor (* 1671)
- 23. März: Claude Alexandre de Bonneval, französischer Abenteurer (* 1675)
- 02. April: Johann Jacob Dillen, deutscher Botaniker (* 1684)
- 03. April: Francesco Solimena, neapolitanischer Maler (* 1657)
- 09. April: Simon Fraser, 11. Lord Lovat, schottischer Clanführer (* um 1667)
- 09. April: Leopold I., Fürst von Anhalt-Dessau sowie preußischer Heerführer und Militärreformer (* 1676)
- 10. April: Johann Werner von Broich, Schöffe und Bürgermeister der Reichsstadt Aachen (* 1675)
- 14. April: Jean Frédéric Ostervald, Schweizer reformierter Theologe (* 1663)
- 22. April: Johann Michael Stumm, deutscher Orgelbauer (* 1683)
- 24. April: Johann Georg Fischer, deutscher Steinmetz und Baumeister (* 1673)

### Mai bis August
- 06. Mai: Jacob-Sigisbert Adam, französischer Bildhauer (* 1670)
- 09. Mai: John Dalrymple, 2. Earl of Stair, schottischer Soldat und Diplomat (* 1673)
- 18. Mai: Bernardino Zendrini, venezianischer Wasserbauingenieur, Arzt, Astronom und Mathematiker (* 1679)
- 19. Mai: Johann Friedrich Crell, deutscher Anatom und Physiologe (* 1707)
- 21. Mai: Giovanni Baratta, italienischer Bildhauer (* 1670)
- 22. Mai: Heinrich XXIX., Graf Reuß zu Ebersdorf (* 1699)
- 24. Mai: Ernst August Charbonnier, deutscher Gartenkünstler vermutlich französischer Abstammung (* 1677)
- 28. Mai: Luc de Clapiers, Marquis de Vauvenargues, französischer Philosoph, Moralist und Schriftsteller (* 1715)
- 31. Mai: Heinrich Johann Friedrich Ostermann, russischer Diplomat und Staatsmann deutscher Herkunft (* 1687)
- 06. Juni: Jean-Baptiste Barrière, französischer Cellist und Komponist (* 1707)
- 12. Juni: Jakob Ernst von Liechtenstein-Kastelkorn, Bischof von Seckau, Fürstbischof von Olmütz und Fürsterzbischof von Salzburg (* 1690)
- 19. Juni: Jakob Benzelius, schwedischer lutherischer Theologe und Erzbischof von Uppsala (* 1683)
- 19. Juni: Alessandro Marcello, italienischer Dichter, Komponist und Philosoph (* 1673)
- 20. Juni: Nadir Schah, Schah von Persien und Begründer der Dynastie der Afschariden (* 1688)
- 23. Juni: Hedwig Maximiliane von Dyhrn, schlesische Adelige, Sternkreuzordensdame und Hofdame am kaiserlichen Hof in Wien (* 1699)
- 25. Juni: Bonaventura Stapf, Allgäuer Maler und Vergolder (* 1665)
- 02. Juli: Emmanuel-François-Joseph de Bavière, französischer Offizier und Politiker, Statthalter in Péronne (* 1695)
- 02. Juli: Joseph Marie de Boufflers, Pair von Frankreich (* 1706)
- 09. Juli: Giovanni Bononcini, italienischer Cellist und Komponist (* 1670)
- 10. Juli: Ogawa Haritsu, genannt Ritsuō, japanischer Künstler (* 1663)
- 12. Juli: Christian Heinrich von Watzdorf, sächsischer Hofbeamter (* 1698)
- 16. Juli: Giuseppe Maria Crespi, italienischer Maler und Radierer (* 1665)
- 24. Juli: Kaspar Ignaz von Künigl, Fürstbischof von Brixen (* 1671)
- 21. August: Johann Georg Beckhof, deutscher Jurist (* 1661)
- 24. August: Johann Georg Schröter, deutscher Orgelbauer (* 1683)

### September bis Dezember
- 02. September: Philipp Johann von Strahlenberg, schwedischer Offizier, Kartograph, Geograph und Sprachwissenschaftler (* 1677)
- 09. September: Iwan Kusmitsch Korobow, russischer Architekt (* um 1700)
- 13. September: Johann Christoph Egedacher, Salzburger Orgelbauer (* 1666)
- 15. September: Anton Erhard Martinelli, österreichischer Architekt (* 1684)
- 15. September: Johann Gotthilf Ziegler, deutscher Komponist und Organist (* 1688)
- 27. September: Sigismund Andreas Cuno, deutscher Pädagoge und Heimatforscher (* 1675)
- 28. September: Philipp Ludwig von Sinzendorf, Bischof von Raab und Fürstbischof von Breslau (* 1699)
- 03. Oktober: Johann Grimm, Berner Maler (* 1675)
- 04. Oktober: Amaro Pargo, spanischer Korsar (* 1678)
- 05. Oktober: Paul Friedrich Opitz, deutscher Theologe und Orientalist (* 1684)
- 09. Oktober: David Brainerd, britisch-amerikanischer Missionar unter den nordamerikanischen Indianern (* 1718)
- 10. Oktober: John Potter, Erzbischof von Canterbury (* um 1674)
- 24. Oktober: Philipp Becker, deutscher Rechtswissenschaftler (* 1702)
- 25. Oktober: Ignaz Rohrbach, böhmisch-deutscher Bildhauer (* 1691)
- 10. November: Philipp Schwartz, Tabakhändler und Bürgermeister der Pfälzer Kolonie in Magdeburg (* um 1680)
- 12. November: Christine Luise von Oettingen-Oettingen, Herzogin zu Braunschweig und Lüneburg, Fürstin von Braunschweig-Wolfenbüttel sowie Fürstin von Blankenburg (* 1671)
- 14. November: Wigand Kahler, deutscher evangelischer Theologe und Mathematiker (* 1699)
- 17. November: Alain-René Lesage, französischer Schriftsteller (* 1668)
- 27. November: Guillem Mesquida i Munar, mallorquinischer Maler (* 1675)
- 28. November: Karl Leopold, Herzog zu Mecklenburg-Schwerin (* 1678)
- November: Johann Jakob Keller, Basler Kunstschreiner und Bildhauer (* 1665)
- 06. Dezember: Johann Engelhard Steuber, deutscher lutherischer Theologe (* 1693)
- 15. Dezember: Anselm Reichlin von Meldegg, Fürstabt im Fürststift Kempten (* 1679)
- 19. Dezember: Johann Zacharias Platner, sächsischer Mediziner (* 1694)
- 26. Dezember: Christian Löber, deutscher evangelischer Geistlicher (* 1683)
- 28. Dezember: Gundacker von Althan, österreichischer General, Diplomat und Hofbaudirektor (* 1665)

### Genaue Todesdatum unbekannt
- Johann Heinrich Alverdes, deutscher Jurist (* um 1690)
- Pierre de Gayette, preußischer Architekt französischer Herkunft (* 1688)
- Isaac Lawson, schottischer Arzt und Mineraloge (* 1704)
- Fevzi Mostarac, bosnischer Schriftsteller
- Takeda Izumo I., japanischer Puppentheater-Leiter und Autor (* im 17. Jahrhundert)
- Francesc Valls, spanischer Komponist und Kapellmeister (* 1665/1671)